# Ludodactylus
Ludodactylus is een geslacht van uitgestorven pterosauriërs behorend tot de groep van de Pterodactyloidea dat tijdens het Vroeg-Krijt leefde in het gebied van het huidige Brazilië. Er is slechts één soort benoemd: Ludodactylus sibbicki.

## Vondst en naamgeving
De typesoort Ludodactylus sibbicki werd in 2003 benoemd en beschreven door Eberhard Frey, David Michael Martill en Marie-Céline Buchy. De geslachtsnaam verbindt het Latijnse woord voor 'spel', ludus, met het Klassiek Griekse daktylos, 'vinger'. Het laatste is een gebruikelijk achtervoegsel in de namen van pterosauriërs sinds de benoeming van Pterodactylus. Ludus verwijst naar speelgoedpterosauriërs die vaak de algemene vorm hebben van het bekende geslacht Pteranodon, dus een pterosauriër met een kam op het achterhoofd, maar dan wel uitgerust zijn met tanden, terwijl Pteranodon tandeloos is. Lange tijd bekloegen paleontologen zich over de onjuiste combinatie maar Ludodactylus bewijst dat zulke dieren wel degelijk bestonden want hij verenigt beide kenmerken in zich. De soortaanduiding eert beeldend kunstenaar John Sibbick die de illustraties schiep voor Peter Wellnhofers The Illustrated Encyclopedia of Pterosaurs, een van de weinige boeken die aan het onderwerp pterosauriërs gewijd zijn.
Het fossiel, holotype SMNK 3828 PAL, bestaat uit een plaat uit de Cratoformatie (Aptien), waarop een schedel met onderkaken aanwezig is. De schedel eindigt in een van achteren uitstekende schedelkam die echter al snel afbreekt omdat de steenwerkers de plaat hebben afgezaagd. Dergelijke fossielen uit Brazilië zijn zelden het resultaat van wetenschappelijk veldwerk — paleontologen verrichten in deze formaties simpelweg nauwelijks opgravingen — maar bijna altijd aangekocht via handelaren. Vandaar dat, de wat rijkere, Europese musea vaak belangrijke exemplaren bezitten, zoals in dit geval het Staatliches Museum für Naturkunde Karlsruhe dat de aankoop openlijk toegaf. Het probleem is dat in Brazilië de export van zulke fossielen in beginsel verboden is. Een door de douane ingevulde factuur bleek later niet te voldoen en Braziliaanse paleontologen drongen aan op de terugkeer van de bodemschatten.
Zeer eigenaardig is de vorm van het fossiel. Het toont het dier met een opengesperde bek terwijl daarin een gefossiliseerd groot gespleten boomblad, lijkend op dat van een yucca, te zien is dat onder de rechteronderkaak heen loopt en daaronder eindigt in een rafelrand. Het blad steekt van boven schuin naar achteren. Dit heeft aanleiding gegeven tot de hypothese dat het blad al bij leven de onderkant van de mondholte heeft doorboord waarna het gerafeld raakte door de pogingen van het dier zich ervan te ontdoen — vergeefs: het zou daarna van honger zijn omgekomen omdat het blad de keelholte versperde. De bijnaam van het exemplaar is dan ook de 'bomenbijter'. Natuurlijk kan het ook om een post mortem-effect gaan waarbij deze keer een van de vele plantenresten die meegefossiliseerd worden door een waterstroom tussen de taken van de onderkaken is gedreven. Daarbij is bij een fossiel het gestorven zijn van het specimen een vooropstaand gegeven dat geen speciale verklaring behoeft. Volgens Mark Paul Witton wijst het feit dat het tongbeen op het blad ligt, op de juistheid van deze alternatieve hypothese. Het blad is vermoedelijk van Welwitschiophyllum brasiliense en heeft van nature al een gerafelde top. De plant zou lijken op Welwitschia mirabilis.

## Beschrijving

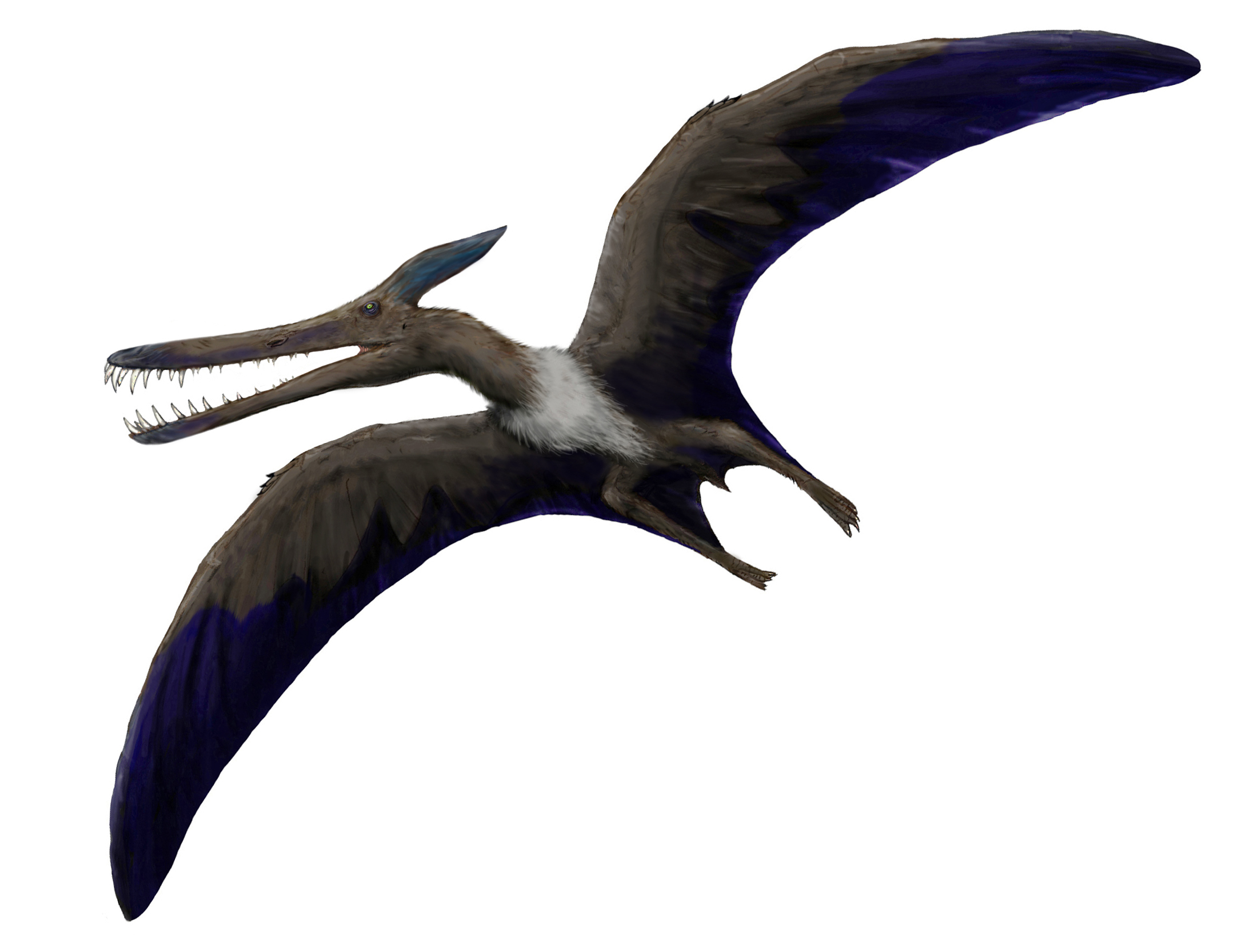
Een vliegende Ludodactylus

### Grootte en onderscheidende kenmerken
De spanwijdte van Ludodactylus is geschat op vier meter.
In 2003 werd een diagnose gegeven. Op het schedeldak bevindt zich een kam op de wandbeenderen en het achterhoofd, welke kam overdwars afgeplat is en (schuin) naar achteren gericht. Het traanbeen heeft een verticaal afgeplat spoorvormig uitsteeksel dat in de oogkas uitsteekt. Het traanbeen heeft een foramen lacrimale in de vorm van een afgeronde driehoek waarvan één punt naar beneden steekt. De tandrij reikt naar achteren tot onder het voorste kwart van de fenestra nasoantorbitalis. De snuit is bovenop afgerond zonder kam op de praemaxillae. Net als bij Ornithocheirus steekt het eerste vier paar tanden recht naar beneden.

### Skelet
De schedel van Ludodactylus, met een bewaarde lengte van vijftig centimeter, is zeer langwerpig en loopt spits toe. De randen van de grote schedelopening vóór de oogkas, de fenestra nasantorbitalis, zijn, op de afgeronde voorrand na, recht terwijl ze meestal gebogen zijn. De voorrand van het nasolacrimale ligt voor het hoogste punt van de fenestra nasoantorbitalis. De oogkas zelf is groot en peervormig. De snuit draagt geen kam, maar er is wel een soort ondiepe kam op de onderkaken waarvan de symfyse, de vergroeiing vooraan, 40% van de lengte bedraagt. De symfyse is niet sterk verbreed. Het kaakgewricht ligt onder het midden van de oogkas. Los onder de onderkaken liggen op de fossiele plaat de tongbeenderen, gevormd als een toonvork. Het tongbeen, zo'n vijfentwintig centimeter lang, is dus Y-vormig waarbij de taken vrij ver uit elkaar staan. De kam achter op de schedel, naar achteren uitstekend, is gevormd uit de voorhoofdsbeenderen en wandbeenderen en is 1,5 millimeter dik. Zou hij compleet geweest zijn dan was de schedel zo'n 65 centimeter lang geweest. 

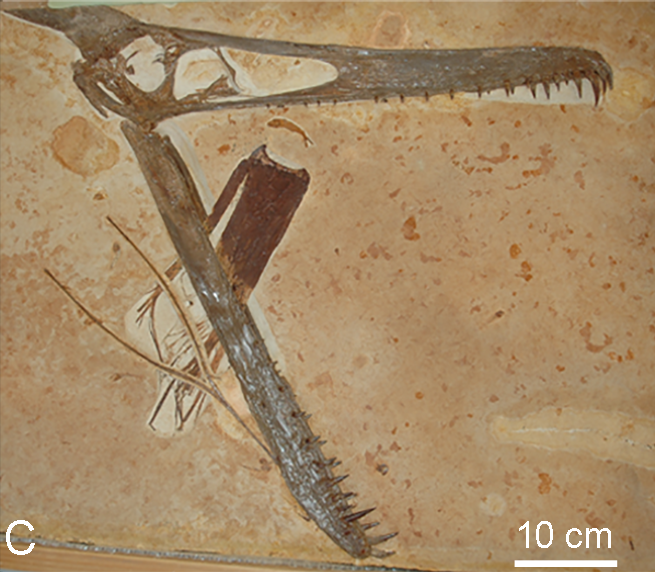
Ludodactylus

Er bevinden zich 23 paar tanden in de bovenkaken en zeventien paar in de onderkaken. De onderkaken zijn 477 millimeter lang. De tanden zijn kegelvormig, spits en naar achteren gebogen. Ze zijn tamelijk lang en staan recht in de kaak. De eerste drie paar boven en onder zijn sterker verlengd en steken naar voren uit, de voorste paren tot een hoek van 45° aan de basis. Ook de vierde tanden zijn lang. De voorste tanden zijn sterk geornamenteerd met richels die kleine afgeronde inkepingen tonen. Hun binnenzijden hebben talrijke diepe verticale groeven. De tandgrootte is erg variabel door de tandenrij heen waarbij de tanden in de onderkaken van een iets groter formaat zijn. De achterste tanden zijn veel kleiner dan de voorste.

## Fylogenie
Volgens Frey toont Ludodactylus grote overeenkomsten met specimina die aan Brasileodactylus zijn toegeschreven, zoals MN 4797-V. Er zijn ook verschillen, zoals de ondiepere onderkaak bij Brasileodactylus en diens iets kleinere tanden maar de betekenis daarvan is volgens Frey onduidelijk. Hij ziet daarom Ludodactylus als een mogelijk jonger synoniem van Brasileodactylus, hoewel de onbekendheid van vele skeletdelen bij beide vormen een vergelijking onzeker maakt. In ieder geval acht hij beide geslachten nauw verwant.
Frey deelde Ludodactylus in bij de Ornithocheiridae.
Een analyse uit 2020 had de volgende uitkomst.
|  | Siroccopteryx |
|  |               |
|  | Tropeognathus |
|  |               |

|  | Mythunga   |
|  |            |
|  | Ferrodraco |
|  |            |

|  | Siroccopteryx |
|  |               |
|  | Tropeognathus |
|  |               |

|  | Mythunga   |
|  |            |
|  | Ferrodraco |
|  |            |

|  | Coloborhynchus                                                  |
|  |                                                                 |
|  | \| \| Nicorhynchus \| \| \| \| \| \| Uktenadactylus \| \| \| \| |
|  |                                                                 |
|  | Nicorhynchus                                                    |
|  |                                                                 |
|  | Uktenadactylus                                                  |
|  |                                                                 |

|  | Nicorhynchus   |
|  |                |
|  | Uktenadactylus |
|  |                |

|  | Coloborhynchus                                                  |
|  |                                                                 |
|  | \| \| Nicorhynchus \| \| \| \| \| \| Uktenadactylus \| \| \| \| |
|  |                                                                 |
|  | Nicorhynchus                                                    |
|  |                                                                 |
|  | Uktenadactylus                                                  |
|  |                                                                 |

|  | Nicorhynchus   |
|  |                |
|  | Uktenadactylus |
|  |                |

|  | Caulkicephalus |
|  |                |
|  | Guidraco       |
|  |                |
|  | Ludodactylus   |
|  |                |

|  | Liaoningopterus                                                 |
|  |                                                                 |
|  | \| \| Cearadactylus \| \| \| \| \| \| Maaradactylus \| \| \| \| |
|  |                                                                 |
|  | Anhanguera                                                      |
|  |                                                                 |
|  | Cearadactylus                                                   |
|  |                                                                 |
|  | Maaradactylus                                                   |
|  |                                                                 |

|  | Cearadactylus |
|  |               |
|  | Maaradactylus |
|  |               |

|  | Caulkicephalus |
|  |                |
|  | Guidraco       |
|  |                |
|  | Ludodactylus   |
|  |                |

|  | Liaoningopterus                                                 |
|  |                                                                 |
|  | \| \| Cearadactylus \| \| \| \| \| \| Maaradactylus \| \| \| \| |
|  |                                                                 |
|  | Anhanguera                                                      |
|  |                                                                 |
|  | Cearadactylus                                                   |
|  |                                                                 |
|  | Maaradactylus                                                   |
|  |                                                                 |

|  | Cearadactylus |
|  |               |
|  | Maaradactylus |
|  |               |

|  | Siroccopteryx |
|  |               |
|  | Tropeognathus |
|  |               |

|  | Mythunga   |
|  |            |
|  | Ferrodraco |
|  |            |

|  | Siroccopteryx |
|  |               |
|  | Tropeognathus |
|  |               |

|  | Mythunga   |
|  |            |
|  | Ferrodraco |
|  |            |

|  | Coloborhynchus                                                  |
|  |                                                                 |
|  | \| \| Nicorhynchus \| \| \| \| \| \| Uktenadactylus \| \| \| \| |
|  |                                                                 |
|  | Nicorhynchus                                                    |
|  |                                                                 |
|  | Uktenadactylus                                                  |
|  |                                                                 |

|  | Nicorhynchus   |
|  |                |
|  | Uktenadactylus |
|  |                |

|  | Coloborhynchus                                                  |
|  |                                                                 |
|  | \| \| Nicorhynchus \| \| \| \| \| \| Uktenadactylus \| \| \| \| |
|  |                                                                 |
|  | Nicorhynchus                                                    |
|  |                                                                 |
|  | Uktenadactylus                                                  |
|  |                                                                 |

|  | Nicorhynchus   |
|  |                |
|  | Uktenadactylus |
|  |                |

|  | Caulkicephalus |
|  |                |
|  | Guidraco       |
|  |                |
|  | Ludodactylus   |
|  |                |

|  | Liaoningopterus                                                 |
|  |                                                                 |
|  | \| \| Cearadactylus \| \| \| \| \| \| Maaradactylus \| \| \| \| |
|  |                                                                 |
|  | Anhanguera                                                      |
|  |                                                                 |
|  | Cearadactylus                                                   |
|  |                                                                 |
|  | Maaradactylus                                                   |
|  |                                                                 |

|  | Cearadactylus |
|  |               |
|  | Maaradactylus |
|  |               |

|  | Caulkicephalus |
|  |                |
|  | Guidraco       |
|  |                |
|  | Ludodactylus   |
|  |                |

|  | Liaoningopterus                                                 |
|  |                                                                 |
|  | \| \| Cearadactylus \| \| \| \| \| \| Maaradactylus \| \| \| \| |
|  |                                                                 |
|  | Anhanguera                                                      |
|  |                                                                 |
|  | Cearadactylus                                                   |
|  |                                                                 |
|  | Maaradactylus                                                   |
|  |                                                                 |

|  | Cearadactylus |
|  |               |
|  | Maaradactylus |
|  |               |